# Lamellocolea
Lamellocolea là một chi rêu trong họ Geocalycaceae.